# Kürti Vilmos
Kürti Vilmos, születési nevén Klauznitzer Vilmos (Arad, 1899. január 8. – Budapest, 1966. június 18.) geodéta, egyetemi tanár.

## Életpályája
Kürti Vilmos államvasúti mérnök és Árvay Paula fiaként született. A geodézia iránti érdeklődése 1917–1918 között a doberdói harcoknál kezdődött, ahol tüzérbemérőként vett részt. 1925-ben végzett a Műegyetemen; a geodézia tanszéken oktató lett. 1945 után hazatérve részt vett az egyetemi oktatás újjászervezésében. Betegsége miatt 1956-ban nyugdíjba vonult, de 1966-ig szaktanácsadóként tevékenykedett a Földmérő és Talajvizsgáló Vállalatnál.
Részt vett a geodézia tanszék tudományos kutatómunkájában, elsősorban a nehézségi gyorsulás budapesti értékének levezetésében. Kutatási eredményei, tanulmányai a Geodéziai Közlönyben jelentek meg.

## Művei
- Logaritmus hengerek és táblák elmélete és használata a pontkapcsolásokban és a sokszögelésekben (Budapest, 1942)
- Geodézia (tankönyv, Budapest, 1957)